# Mellerné Miskolczy Eugénia
Mellerné Miskolczy Eugénia (Pest, 1872. január 14. – 1945) az egyik legaktívabb feminista és nőjogi aktivista Magyarországon a századfordulótól a két világháború közti időszakig. A Feministák Egyesületének egyik alapító tagja volt, számos szervezet bizottságában és rendezvényén vezetőként tevékenykedett, a nemek közötti egyenlőség, valamint a nők választójogának egyik szószólója volt. A Nők Nemzetközi Ligája a Békéért és a Szabadságért (WILPF) mozgalom támogatójaként a leszerelés mellett érvelt, és sürgette az állampolgári szabályokat kodifikáló nemzetközi törvények elfogadását a nők védelme érdekében. Bár 1920-ban kitért az evangélikus vallásra, letartóztatták, amikor a németek 1944-ben megszállták Magyarországot és eltűnt. 1946-ban posztumusz kitüntették elismerve humanitárius munkáját.

## Fiatalkora
Miskolczy Adolf (1840–1924) gépkereskedő és Weisz Laura (1850–1883) gyermekeként született magyarországi zsidó családban. Ő volt a család egyetlen gyermeke, aki megérte a felnőttkort. Öccse háromévesen vesztette életét, 1876-ban; húga, Irén szinten háromévesen 1879-ben; négyéves nővére, Laura pedig 1883-ban halt meg. Apja Hódmezővásárhelyről származott, míg anyja Budán született. Zenei és nyelvi tanulmányait követően 1896-ban Budapesten feleségül ment Meller Artúrhoz (1859–1937), a Magyar Nemzeti Bank ellenőréhez. A házaspárnak négy gyermeke született: Vilmos (1896–1973), Laura, Erzsébet és Rózsa.

## Karrierje
Mellerné 1904-ben egyik alapítója volt a Feministák Egyesülete nőjogi szervezetnek, amelyet a nemek közötti egyenlőség elérése érdekében hoztak létre. 1906-ra már a szervezet elnökségében dolgozott, és előadásokat tartott a szervezet által támogatott szülői konferenciákon. Az előadások különféle témákat öleltek fel, többek között az oktatást, az egészségügyet, beleértve a szexuális felvilágosítást, illetve a munkaügyi képzést. Emellett cikkeket írt és publikált olyan folyóiratokban, mint A Nő és a Társadalom és A Nő – feminista folyóirat, amelyek a férfiak és nők közötti polgári egyenlőtlenségek kezelésére szólítottak fel. Mellerné A Nő szerkesztője lett, valamint előadóként bejárta egész Magyarországot és a nőket érintő kérdésekről beszélt. 1909-ben részt vett Londonban a Nők Nemzetközi Ligája a Békéért és a Szabadságért (WILPF) kongresszusán. Már 1912-ben több alkalommal helyettesítette Bédy-Schwimmer Rózsát, aki a választójoggal foglalkozó politikai bizottságot vezette, amikor Schwimmer nem tudta ellátni elnöki feladatait. 1913-ban kritikát írt a magyar Polgári törvénykönyv házassági szabályairól, s ugyanebben az évben tagja volt a Budapesten megrendezett Nők Nemzetközi Választójogi Szövetsége (IWSA) kongresszusának előkészítéséért felelős bizottságának. Amikor Schwimmer 1914-ben Londonba költözött, ő lett a politikai bizottság tényleges vezetője.
Az első világháború alatt a pacifista mozgalomban tevékenykedett, és egyike volt azoknak, akik a Feministák Egyesületét (FE) a pacifizmus támogatására ösztönözték, miközben más feminista szervezetek továbbra is a háborús erőfeszítések támogatására összpontosítottak. Ez az álláspont A Nő cenzúrájához vezetett és a hatóságok megakadályozták az 1916-os Feminista Kongresszust, amelyet Mellerné a háború elleni nyilvános demonstrációnak szánt volna. Amikor a háború véget ért, újból harcolt a női választójogért, s amikor 1919-ben biztosította a kormány a részleges választójogot, sürgette a Feministák Egyesületének tagjait, hogy támogassák az 1920-as parlamenti választásokon induló egyetlen női jelöltet, Slachta Margitot annak ellenére is, hogy Slachta nézeteit antifeministának tartották. Ugyanebben az évben Mellerné és családja áttért az evangélikus hitre és részt vett a genfi WILPF konferencián. Emellett szorgalmazta a nők oktatási lehetőségeit, és 1923-ban memorandumot küldött a kormánynak, amelyet más FE-tagok is aláírtak, és amelyben elítélte a Budapesti Orvostudományi Egyetem azon döntését, amellyel megtiltotta a női hallgatók felvételét. Meller cikkeket is írt, amelyekben hangsúlyozta a férfiak és a nők egyenlő fizetésének és a munkanélküli segélyekhez való hozzáférésének fontosságát.
A két világháború közötti időszakban az angolul és franciául is folyékonyan beszélő Mellerné a Társadalmi Múzeumban, valamint nyelvtanárként dolgozott. 1923-ban tanácsadóként vett részt a WILPF Drezdában tartott vezetőségi ülésén, majd 1926-ban a párizsi békekongresszus küldöttjeként szolgált. A következő évben, amikor Glücklich Vilma, a Feministák Egyesületének elnöke meghalt, Mellerné lett a szervezet vezetője. 1920-tól 1935-ig részt vett az IWSA és a WILPF nemzetközi kongresszusain, sürgetve a leszerelést, lobbizott azért, hogy a nők ügyei bekerüljenek a Nemzetek Szövetsége programjába, és nemzetközi törvényhozást sürgetett a hontalanság és a nők jogi védelmének hiánya miatt. Az egyik utazás alkalmával, 1924-ben az Egyesült Államokba érkezett, és részt vett a WILPF több megbeszélésén. 1932-ben ő volt a felelős kiadója annak a tiltakozó röplapnak, amelyet József Attila 1932-ben Illyés Gyulával együtt írt az illegális kommunista párt vezetői, Fürst Sándor és Sallai Imre, halálbüntetése ellen. Amikor 1938-ban a náci vezetés annektálta Ausztriát, Mellerné egyik kollégája, Bédy-Schwimmer Rózsa megpróbálta rávenni Carrie Chapman Cattot, hogy írjon alá egy olyan nyilatkozatot, amely lehetővé teszi, hogy Mellerné és Steinberger Sarolta is kivándorolhasson az Egyesült Államokba. Catt elutasította ezt életkorára és az ilyen nyilatkozatból fakadó felelősség miatt.
1941-ben a hatóságok feloszlatták a Feministák Egyesületét, és Meller a Gestapo célpontjává vált, négy alkalommal is letartóztatták. Amikor 1944 márciusában a németek megszállták Magyarországot, letartóztatták és júliusban a Kistarcsai Internálótáborba vitték.

## Halála és öröksége
Mellerné halálának időpontja nem ismert. Egyes források szerint 1944 végén halt meg a kistarcsai táborban. Pető Andrea bizonyítékot talált arra, hogy Mellerné túlélhette a háborút. 1945. augusztus 13-i újjáépítési hitelért folyamodott, amely nem volt „hitelesíthető", mert nem volt rajta Mellerné aláírása. 1945. október 12-én „papíron” gondnokság alá vették és fia, Meller Vilmos lett a gondnoka, aki végül 1948-ban saját nevében kérvényezte az ingatlan helyreállítását. 1946 decemberében a Magyar Közlönyben megjelent egy közlemény, miszerint Mellernét posztumusz a Magyar Szabadság Érdemrend ezüst fokozata kitüntetésben részesítették a demokratikus eszme ápolása körül szerzett kimagasló érdemeinek elismeréséül.

## Fordítás
- Ez a szócikk részben vagy egészben  az   Eugénia Miskolczy Meller című angol Wikipédia-szócikk ezen változatának fordításán alapul.  Az eredeti cikk szerkesztőit annak laptörténete sorolja fel. Ez a jelzés csupán a megfogalmazás eredetét és a szerzői jogokat jelzi, nem szolgál a cikkben szereplő információk forrásmegjelöléseként.